# Samuel Stillman Osgood

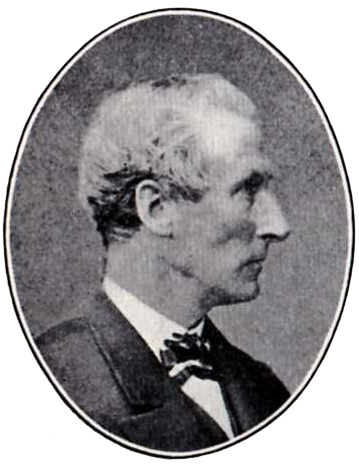
Samuel Stillman Osgood, fotografía de la década de 1850.

Samuel Stillman Osgood (9 de junio de 1808 – 1885) fue un pintor de retratos estadounidense del siglo XIX. Pintó a varios personajes del momento, tanto del ambiente literario, al que pertenecía su esposa Frances Sargent Osgood, como a figuras populares tales como Davy Crockett.

## Biografía
Nació en New Haven, Connecticut, hijo de James Osgood y Elizabeth Badger. Estudió pintura en Boston, Massachusetts. Luego de su matrimonio con la poetisa Frances Sargent Locke, continuó su educación artística en la Royal Academy de Londres. Cuando regresó a Estados Unidos, se instaló en la ciudad de Nueva York, donde fue hecho socio de la Academia Nacional de Diseño (National Academy of Design). En 1849 se fue a California durante la Fiebre del Oro, donde se quedó cerca de un año, buscando oro y pintando retratos en San Francisco. 
Su esposa murió de tuberculosis en 1850. Osgood diseñó un monumento funerario sobre su tumba en el Mount Alburn Cemetery en Cambridge, Massachussets, inspirado en su poema La mano que tocó la lira sonora. Sobre un pedestal de mármol blanco de 4,5 m de altura aparece una lira de bronce con una corona de laurel encima. Cuatro de las cinco cuerdas fueron talladas, simbolizando a su esposa y sus tres hijas, muertas todas niñas, y le pidió a su segunda esposa que a su muerte cortara la quinta, real.

## Obra
- Frances Sargent Osgood
- Edgar Allan Poe
- Davy Crockett
- John Sutter
- Henry Clay
- Alice Cary
- Thomas Campbell
- Mary E. Hewitt
- Caroline E. S. Norton.